# Golpe de Estado en Guatemala de 1983
El golpe de Estado en Guatemala de 1983 fue un golpe militar ocurrido el 8 de agosto de 1983, liderado por un grupo de oficiales del Ejército de Guatemala, encabezado por el entonces ministro de Defensa, el general Óscar Humberto Mejía Víctores, que derrocó con éxito al general Efraín Ríos Montt. Mejía Víctores gobernó el país durante tres años hasta que la presión internacional lo obligó a realizar reformas democráticas. En 1986, el poder fue entregado al democráticamente elegido Vinicio Cerezo.

## El golpe de Estado
Debido a su alienación de la élite gobernante (terratenientes ricos, oficiales del ejército y políticos conservadores) a través de su comportamiento errático y su celo religioso hacia una secta protestante fundamentalista en un país predominantemente católico, la caída de Ríos Montt fue ampliamente anticipada. Otros factores que contribuyeron a este hecho fueron su negativa a convocar elecciones y su forma de gobernar, que condujo a abusos de los derechos humanos y a una economía en decadencia.
Así, en medio de un descontento generalizado por sus programas electorales, el cuerpo de oficiales encabezado por el ministro de Defensa, general Óscar Humberto Mejía Víctores, dio un golpe de Estado contra el general Ríos Montt el 8 de agosto de 1983. Los enfrentamientos resultantes entre el gobierno y las fuerzas rebeldes dejaron al menos un muerto y varios heridos. Las sospechas de participación extranjera surgieron cuando se reveló que Mejía Víctores se reunió con el Comando Sur del ejército estadounidense el día antes del golpe, lo que dio lugar a acusaciones de que Estados Unidos había patrocinado el derrocamiento militar. En respuesta, el Departamento de Estado negó toda participación.

## Después del golpe
Tras el exitoso golpe, el general Ríos Montt se vio obligado a retirarse y el general Mejía Víctores fue juramentado como nuevo jefe de Estado. A la ceremonia de investidura asistieron importantes funcionarios militares y exmiembros del gabinete de la administración depuesta. Mejía Víctores, que no había asumido el título de presidente y continuaba como ministro de Defensa y jefe de Estado, se comprometió a convocar elecciones, suspender los tribunales militares, levantar el estado de alarma que había estado en vigor desde el 29 de junio de 1983 y respetar el poder judicial y la constitución. Sin embargo, sus promesas fueron vistas como meros gestos superficiales para apaciguar a los observadores internacionales.
Algunos consideraron que el golpe fue en gran medida insignificante en términos de cambio sustancial, y que representó simplemente otra reorganización entre los militares que habían controlado Guatemala durante décadas. Esto se vio respaldado por el hecho de que Mejía Víctores era parte de la misma élite militar resistente al cambio, como lo demuestra su hostilidad hacia los funcionarios estadounidenses en relación con las violaciones de los derechos humanos.
Sin embargo, Mejía Víctores cumplió sus promesas y levantó el estado de alarma, abolió los Tribunales de Fuero Especial, disolvió el Consejo de Estado y aseguró el debido proceso y la integridad judicial ampliando las garantías individuales. También promulgó una nueva ley de amnistía para los delitos políticos. Sin embargo, las tácticas brutales que caracterizaron al régimen anterior persistieron bajo su gobierno, con un reporte de 90 a 100 asesinatos políticos por mes en 1984.
Finalmente, el gobierno realizó reformas democráticas para atraer ayuda extranjera, lo que llevó a la celebración de elecciones en 1984 para la Asamblea Constituyente, que se encargó de redactar una nueva constitución de Guatemala. El nuevo borrador de la constitución fue aprobado al año siguiente, el 31 de mayo de 1985. El 3 de noviembre se celebraron elecciones generales, en las que resultó victorioso Vinicio Cerezo. El 14 de enero de 1986, Cerezo asumió la presidencia.